# フィゲイラ広場

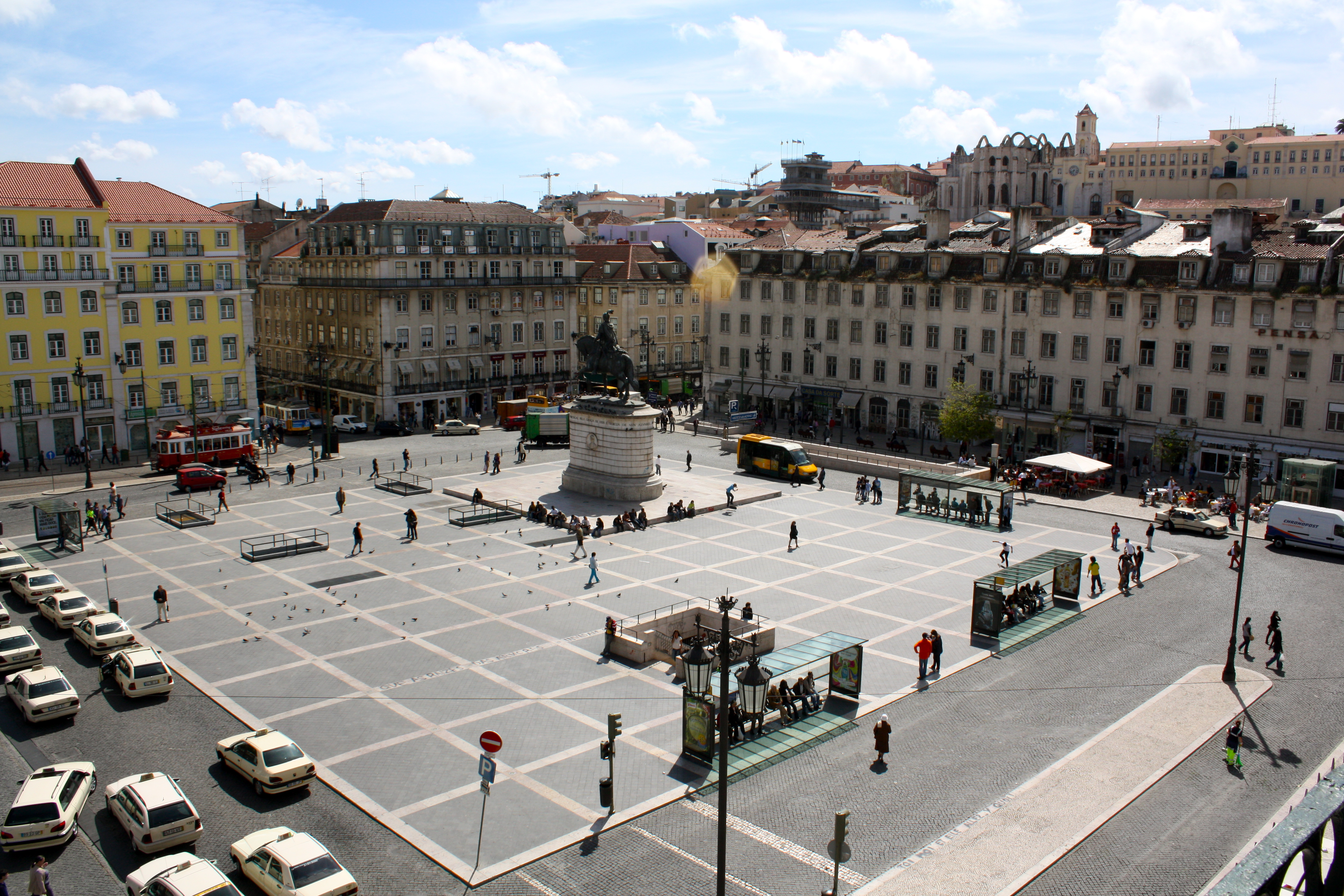
フィゲイラ広場

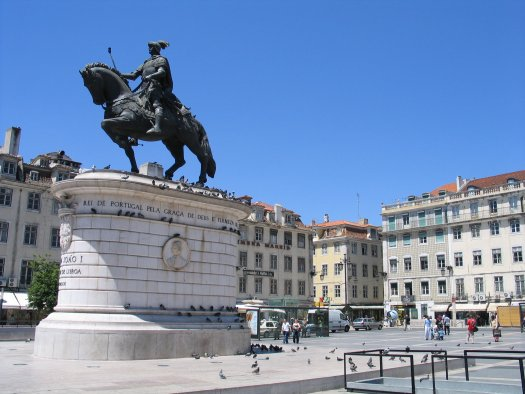
広場のジョアン1世像

フィゲイラ広場 （葡:Praça da Figueira）は、ポルトガル・リスボン中心地にある広大な広場。1755年のリスボン地震で被害を受け、再開発されたバイシャ・ポンバリーナ地区にある。
16世紀に広場はなく、一帯は市内で最も重要と言われたトードス・オス・サントス王立病院が占めていた。1755年の大地震でリスボンの全域が被害を受け、病院は著しく損傷した。病院は1775年頃に廃された。
バイシャで病院に占められていた広大な一帯は、青空市場の広場となった。1885年頃、巨大な8000平方メートルの屋根のある市場が建設された。この市場は廃止される1949年まで続いた。その後広場は、開けた空間となった。
1971年、彫刻家レオポルド・デ・アルメイダの手によるブロンズ製『ジョアン1世騎馬像』が広場で除幕された。この像は、ヌーノ・アルヴァレス・ペレイラとジョアン・ダス・レグラスの2人の肖像のあるメダルを運んでいる（2人は1385年の王位継承危機の際、ジョアン1世即位に尽力した）。
1999年から2000年にかけ、広場の最後の修繕がされ、像はコメルシオ広場からも見えるようにと、広場中程から隅へ設置し直した。元々の改修計画は、ビルを完全にセラミック・タイル（アズレージョ）で覆ってしまうというダシアーノ・コスタの計画であったが、実現されなかった。
フィゲイラ広場は、バイシャが再開発されてからある4階建てビルと同一の側面図を持っている。ビルにはホテル、カフェ、商店が入っている。重要な交通の中心であり、バスとリスボン地下鉄が停まる。